# Armand Blondeel

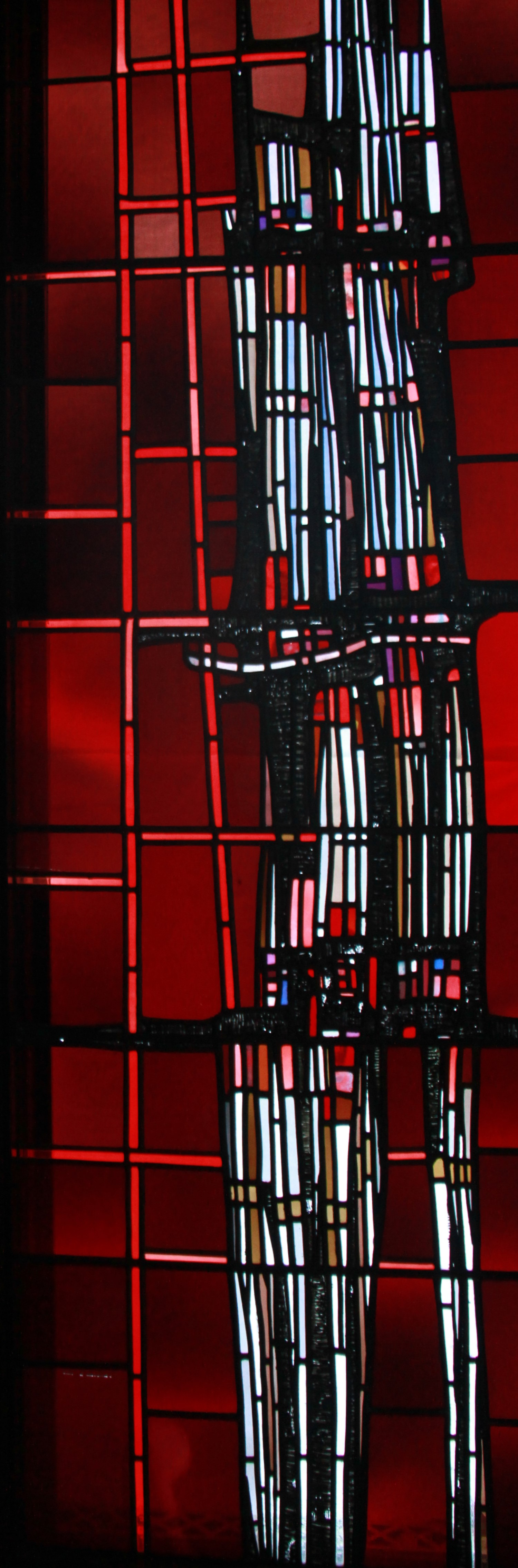
Glasraam in privéwoning

Armand Cornelius Louis Blondeel   (4 december 1928 - Gent18 april 2002) was een Belgisch glazenier. Hij was vanaf 1959 actief vanuit zijn atelier in Gent (Mariakerke).

## Biografie
Armand Blondeel kreeg zijn opleiding in het atelier van glazenier (Hendrik) Henri Coppejans in de neogotische traditie. Hij werd beïnvloed door medewerkers in het atelier en kreeg eveneens de kans om lessen te volgen aan de Gentse Academie, die hij na zijn opleiding in het atelier voltijds verderzette. Blondeel had contact met Latemse schilders als Hubert Malfait, Constant Permeke en Léon De Smet. Hij studeerde af in 1954 en was al sinds 1952 actief als zelfstandig glazenier, waarbij hij een herkenbare, abstracte stijl ontwikkelde, die ook beïnvloed zou worden door reizen die hij ondernam. Zijn werk kende in die periode een grote diversiteit en omvatte ook sporadisch opdrachten voor private architectuur. 
Samen met Michel Martens uit Brugge draagt hij bij tot een nieuwe bloei met hun respectieve realisaties voor Expo'58 waarvoor ze ook bekroond werden. Op 1 oktober 1958 werd hij aangesteld als leraar sierkunst aan de Tekenacademie van Deinze.  Daar raakte hij bevriend met architect Daniël Grootaert, die in 1959 Blondeel eigen woning met atelier in Mariakerke (Mazestraat 46) ontwierp. Tijdens de jaren 1960 en 1970 kende Blondeel een grote activiteit op het vlak van zowel burgerlijke als kerkelijke architectuur, zoals voor de Sint-Joostkerk in Overijse (1966) en de Kapel van het klooster in Bonheiden (1975). Hij werkte meermaals samen met andere kunstenaars, bijvoorbeeld keramist Achiel Pauwels die ook in Mariakerke woonde.
Blondeels stijl evolueerde doorheen de jaren en werd in de vroegste periode (1955-1965) gekenmerkt door abstracte composities met een organische loodstructuur ingevuld met kleine stukjes glas in lood. Ze worden vaak gekenmerkt door evenwijdige partijen die zich uitstrekken, vaak ten opzichte van kronkelende knopen, en verticaal uitlopend in pieken. In Woning De Vos te Deinze (Kerselaarslaan 34), een ontwerp van Daniël Grootaert uit 1960, is een glasraam van Blondeel geïntegreerd, dat illustratief is voor deze periode. Kunstenaars in zijn omgeving, onder wie Jan Burssens en Roger Raveel, beïnvloedden hem in zijn abstracte vormgeving. De abstractie benutte hij in functie van een zoektocht naar verinnerlijking en vergeestelijking, waarbij het glasraam een meerwaarde betekende voor de architectuur.
In de periode 1965-1975 bouwde hij verder op de abstractie van de periode voordien. Hij evolueerde naar strakkere geometrische vormen en grotere glasvlakken, waarbij het kleurgebruik gestuurd werd vanuit een belangrijke aandacht voor symboliek. De glasramen, bijvoorbeeld in Woning Victor Coolens (Schuurstraat 31 Sint-Amandsberg) en Woning De Somviele te Sint-Denijs-Westrem (Oudeheerweg 8), eveneens een ontwerp van Grootaert (1966-1973), passen in deze evolutie en getuigen van sprekende kleurencombinaties en een helder, abstract spel van de loodlijnen. Nadien, in de jaren 1970, integreerde Blondeel nieuwe vormen in zijn glasramen, wederom omwille van hun symboliek.

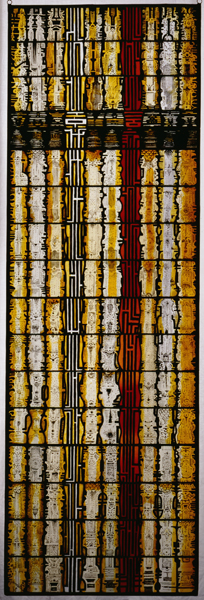
Raam voor de Onze-Lieve-Vrouw Geboortekerk (Mariakerke)
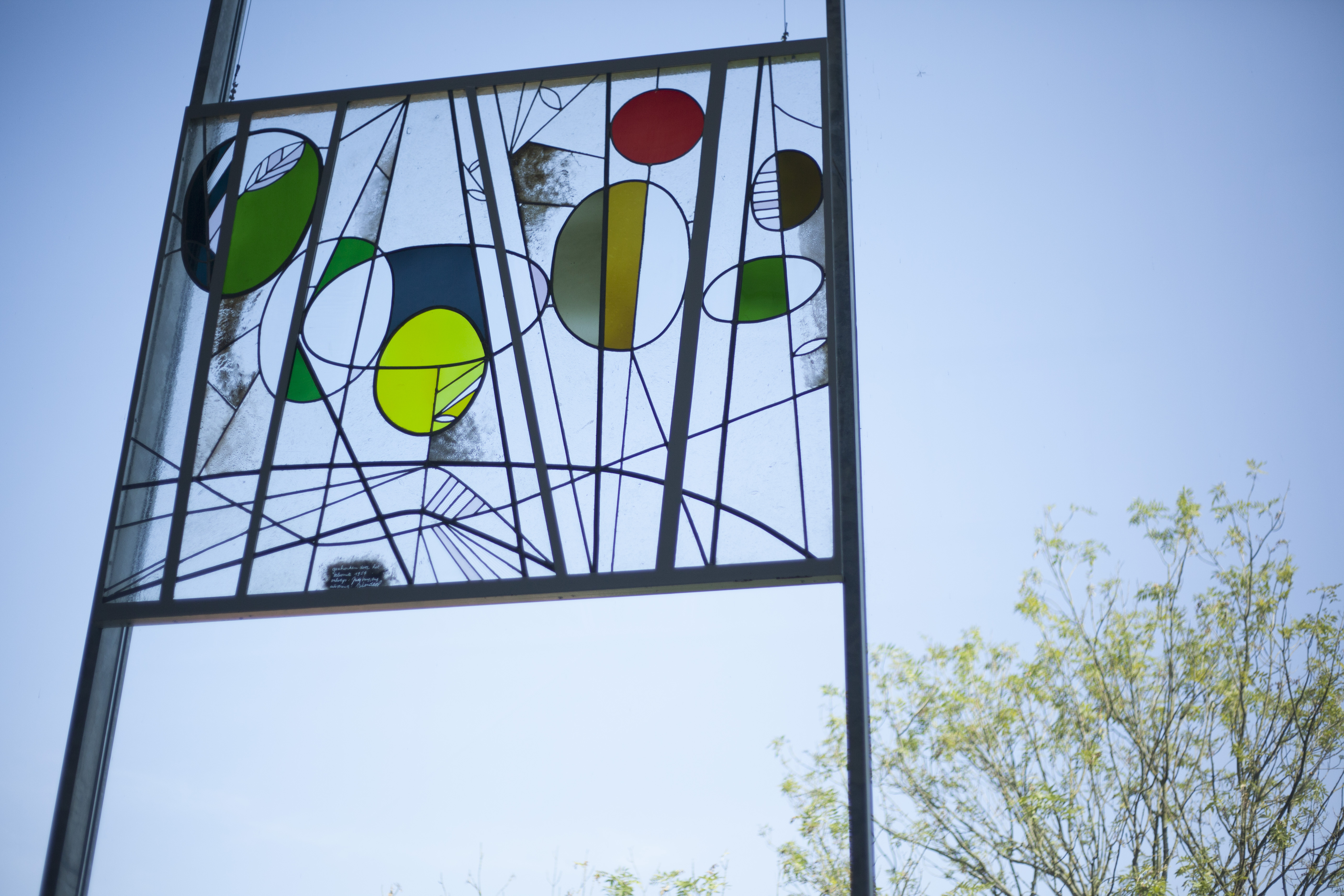
Glasraam van Frida Burssens, uitgevoerd door Armand Blondeel